# Khu liên hợp thể thao Yap
Khu liên hợp thể thao Yap (tiếng Anh: Yap Sports Complex) là một khu liên hợp thể thao nằm ở Abay, Gagil, Bang Yap, Liên bang Micronesia. Đây là sân vận động quốc gia của Liên bang Micronesia và là nơi tổ chức các sự kiện thể thao của Yap. Sân vận động có sức chứa 2.000 người và được xây dựng vào năm 2001 - để sử dụng cho Đại hội Thể thao FSM lần thứ 3. Vào năm 2018, sân đã được cải tạo và mở rộng kịp thời cho Đại hội Thể thao Micronesia lần thứ 9 được tổ chức lần đầu tiên ở Bang Yap.